# شباب في الجحيم (فلم)
شباب في الجحيم هو فيلم مصري من إخراج أحمد السبعاوي وبطولة ميرفت أمين، ممدوح عبدالعليم، حسين الشربيني، منال السبعاوي وعبد الله محمود.

## نبذة
مدحت يصير مدمنًا نتيجة عمل أسرته للعمل بالخارج وانشغالهم عنه، وأسامة يعقد العزم على سرقة أموال والده البخيل، أما أحمد فيعيش قصة حب يائسة مع زميلته ولا يفلح في تحقيق أي مما يتمناه.

## طاقم العمل
- ميرفت أمين بدور أميرة
- ممدوح عبد العليم بدور نادر
- حسين الشربيني بدور فريد بيه
- منال السبعاوي بدور هديل [1]
- عبد الله محمود بدور أسامة
- مجدي إمام بدور أحمد
- وائل نور بدور مدحت
- ماجدة زكي بدور أمال

## وصلات خارجية
- مقالات تستعمل روابط فنية بلا صلة مع ويكي بيانات